# Beirnaertia cabindensis
Beirnaertia cabindensis là một loài thực vật có hoa trong họ Biển bức cát. Loài này được (Exell & Mendonça) Troupin mô tả khoa học đầu tiên năm 1959.